# Zapasy na Igrzyskach Pacyfiku 1999
Turniej zapasów na igrzyskach Pacyfiku w 1999 rozegrano w Santa Rita na Guamie. W tabeli medalowej tryumfowali zapaśnicy z Samoa.

## Tabela medalowa
Gospodarz mistrzostw został zaznaczony kolorem.
| Poz. | Państwo            |    |    |    | Łącznie |
| ---- | ------------------ | -- | -- | -- | ------- |
| 1    | Samoa              | 7  | 3  | 0  | 10      |
| 2    | Guam               | 5  | 5  | 4  | 14      |
| 3    | Wyspy Salomona     | 2  | 0  | 4  | 6       |
| 4    | Samoa Amerykańskie | 2  | 0  | 0  | 2       |
| 5    | Palau              | 0  | 5  | 0  | 5       |
| 6    | Wyspy Marshalla    | 0  | 1  | 4  | 5       |
| 7    | Mikronezja         | 0  | 1  | 3  | 4       |
| 8    | Mariany Północne   | 0  | 1  | 1  | 2       |
|      | Łącznie            | 16 | 16 | 16 | 48      |

## Wyniki

### Styl klasyczny
| Konkurencja         | Złoto             | Srebro              | Brąz             |
| Kategoria do 54 kg  | Anthony Santos    | Peasley Ngiraibakes | Stanley Muiloa   |
| Kategoria do 58 kg  | Katea Ueresi      | Regel Agahan        | Lanme Takiah     |
| Kategoria do 63 kg  | Iutana Iutana     | Houston Mojilong    | Teibana Mase     |
| Kategoria do 69 kg  | Melchor Manibusan | Saufoi Togia        | John Igechemar   |
| Kategoria do 76 kg  | Faʻafetai Iutana  | Benjamin Hernandez  | Lawrence Uwelur  |
| Kategoria do 85 kg  | Joseph Santos     | Tavita Vaalotu      | Tekautu Takeea   |
| Kategoria do 97 kg  | Nicolas Liulamaga | John Tarkong        | Joaquin Dydasco  |
| Kategoria do 130 kg | Jerry Wallwork    | Jose Dydasco        | Freddy Chong Gum |

### Styl wolny
| Konkurencja         | Złoto             | Srebro              | Brąz                   |
| Kategoria do 54 kg  | Anthony Santos    | Peasley Ngiraibakes | John Lizama            |
| Kategoria do 58 kg  | Katea Ueresi      | Francis Kintaro     | Regel Agahan           |
| Kategoria do 63 kg  | Iutana Iutana     | Anthony Sonoda      | Houston Mojilong       |
| Kategoria do 69 kg  | Saufoi Togia      | Melchor Manibusan   | Francisco Mwalusheiyal |
| Kategoria do 76 kg  | Faʻafetai Iutana  | Mino Saitache       | Benjamin Hernandez     |
| Kategoria do 85 kg  | Joseph Santos     | Tavita Vaalotu      | Tekautu Takeea         |
| Kategoria do 97 kg  | Nicolas Liulamaga | John Tarkong        | Drew Santos            |
| Kategoria do 130 kg | Jerry Wallwork    | John Meyenberg      | Freddy Chong Gum       |